# Kisses Down Low
"Kisses Down Low" é uma canção gravada pela cantora e compositora norte-americana Kelly Rowland para o seu quarto álbum de estúdio, intitulado Talk a Good Game (2013). Foi lançada no dia 1 de Fevereiro de 2013 como o segundo single do disco pela editora discográfica Republic Records. A música foi composta por Marquel Middlebrooks, Timothy Thomas, Theron Thomas, Rowland e Michael Williams, e produzida pelo último, que foi creditado sob o nome artístico Mike WiLL Made It. Musicalmente, "Kisses Down Low" é uma canção de rhythm and blues (R&B) de ritmo moderado.
A música foi geralmente recebida pela crítica especialista com opiniões positivas, com os críticos elogiando a sua produção e sua melhoria em relação ao single anterior da cantora, "Ice" (2012). A nível gráfico, "Kisses Down Low" estreou no número 96 da tabela musical Billboard Hot 100, tendo alcançado o seu pico logo depois no número setenta e dois e alcançou a posição 31 da Hot R&B/Hip-Hop Songs nos Estados Unidos.
O vídeo musical acompanhante foi filmado em meados de Fevereiro de 2013, sob a direcção do fotógrafo Colin Tilley, cujos créditos anteriores incluem vários vídeos do cantor Chris Brown e de muitos outros artistas de R&B. Lançado no perfil oficial do serviço Vevo de Rowland, o vídeo é caracterizado por cores vivas e berrantes e uso excessivo de maquiagem por parte de Rowland. Além disso, possui também vários efeitos especiais cinematográficos.

## Antecedentes
Pouco tempo após o lançamento do terceiro álbum de estúdio de Rowland, Here I Am (2011), foi reportado que ela já estava a trabalhar no seu sucessor. Em Março de 2012, o cantor Lonny Bereal, que já fez uma participação com a artista, disse em uma entrevista ao Kempire Radio que o álbum irá ver a cantora voltar às suas raízes de R&B:
| “ | Ela está a vir muito forte com o R&B. Com certeza, ela irá dar ao público pop o que eles estão à espera. Mas, ela está mesmo a voltar para o R&B com este álbum. O seu trabalho está muito confiante agora. É definitivamente uma nova Kelly Rowland. Ela não me deixou nem sequer inserir o auto-tune na sua voz desta vez. Ela ficou do tipo, 'Não, eu quero que as pessoas realmente me percebam'. | ” |

No mês seguinte, Rowland disse à MTV News que o disco teria um tema e que ela esteve a documentar todo o processo de gravação do álbum para que os seus fãs pudessem ver. Durante uma entrevista com a revista Vegas em Junho de 2012, ela descreveu o álbum como uma dedicação às "minhas senhoras". Ela explicou: "Eu quero dizer às mulheres o quão incrível nós somos, como a nossa intuição está tão forte. Às vezes nós não a ouvimos, mas ela é a coisa que pode realmente nos fazer mais felizes."

## Alinhamento de faixas
Download digital
1. "Kisses Down Low" (Marquel Middlebrooks, Timothy Thomas, Theron Thomas, Kelly Rowland, Michael Williams) - 4:14

## Desempenho nas tabelas musicais
| País - Tabela musical (2013)                       | Posição de pico |
| -------------------------------------------------- | --------------- |
| Estados Unidos - Billboard Hot 100                 | 72              |
| Estados Unidos - Hot R&B/Hip-Hop Songs (Billboard) | 25              |
| Estados Unidos - R&B Songs (Billboard)             | 9               |

## Histórico de lançamento
| Região         | Data                   | Formato               | Editora discográfica       |
| -------------- | ---------------------- | --------------------- | -------------------------- |
| Estados Unidos | 1 de Fevereiro de 2013 | Download digital      | Universal Republic Records |
| Estados Unidos | 5 de Fevereiro de 2013 | Urban contemporary    | Universal Republic Records |
| Austrália      | 8 de Fevereiro de 2013 | Download digital      | Universal Republic Records |
| Nova Zelândia  | 8 de Fevereiro de 2013 | Download digital      | Universal Republic Records |
| Estados Unidos | 26 de Março de 2013    | Rhythmic contemporary | Universal Republic Records |